# Д’Анкона, Алессандро
Алессандро д’Анкона (итал. Alessandro D'Ancona; 1835—1914) — итальянский педагог, критик, журналист и писатель.

## Биография
Алессандро д’Анкона родился 20 февраля 1835 года в городе Пизе, в богатой еврейской семье (родители — Джузеппе Д'Анкона и Эстер Делла Рипа). Получил образование во Флоренции, в возрасте восемнадцати лет он опубликовал свой очерк о жизни и творчестве философа Томмазо Кампанеллы.
В 1855 году Анкона отправился в город Турин, чтобы изучать право, но главной целью имел посредничество между тосканскими либералами и Камилло Бензо Кавуром, он был близким другом Луиджи Карло Фарини представлявшего в Тоскане «Societa Nazionale».
С 1861 года Алессандро д’Анкона был профессором итальянской литературы в Пизанском университете.
После падении австрийской династии в Тоскане (27 апреля 1859 года), Анкона вернулся во Флоренцию, где он редактировал недавно основанную газету «La Nazione».
Алессандро д’Анкона скончался 9 ноября 1914 года во Флоренции.

## Избранная библиография
(Полный указатель сочинений Алессандро д’Анкона напечатан в «Raccolta di studii critici dedicata ad A. d’A.» (Флор., 1901)).
- «Origun del teatro ип Italia» (2 изд., Турин, 1891);
- «I precursori di Dante» (Флоренция, 1874);
- «La poesia populare italiana» (Флор., 1878),
- «Studii di critнca e di storia letteraria» (Флор., 1880);
- «Varietа stonche e letterarie» (Милан, 1883—85);
- «Studj sulla lotteratura italiana doi primi secoli» (Анкона, 1884);
- «Manuale della letteratura italiana» (Флоренция, 1892—95).